# McLiver's Winesap (manzana)
McLiver's Winesap es el nombre de una variedad cultivar de manzano (Malus domestica). 
Un híbrido de manzana diploide de Parental-Madre 'Winesap' y polen de Parental-Padre Desconocido, originaria de Nueva Zelanda. Recibido por el National Fruit Trials (Probatorio Nacional de Frutas) en 1950 procedente de Nueva Zelanda. Las frutas tienen una pulpa firme, fina, de color blanco verdoso con un sabor subácido.

## Historia
'McLiver's Winesap' es una variedad de manzana, híbrido de manzana diploide de Parental-Madre 'Winesap' y polen de Parental-Padre Desconocido, originaria de Nueva Zelanda. Recibido por el National Fruit Trials (Probatorio Nacional de Frutas) del Reino Unido en 1950 procedente de Nueva Zelanda.
Está cultivada en diversos bancos de germoplasma de cultivos vivos tales como en National Fruit Collection (Colección Nacional de Fruta) de Reino Unido con el número de accesión: 1951-250 y nombre de accesión 'McLiver's Winesap'

## Características
'McLiver's Winesap' es un árbol de un vigor moderadamente vigoroso. Tiene un tiempo de floración que comienza a partir del 8 de mayo con el 10 % de floración, para el 13 de mayo tiene una floración completa (80 %), y para el 20 de mayo tiene un 90 % caída de pétalos.
Tiene una talla de fruto de pequeño a medio; forma cónico redondo y ligeramente acanalado; con nervaduras débiles, y corona ligeramente abultada; epidermis tiende a ser dura suave con color de fondo es verde claro con un sobre color rojo intenso, casi púrpura en la cara expuesta al sol,  importancia del sobre color medio-alto, y patrón del sobre color rayado / moteado, a veces se pueden detectar rayas vagas, algunas redes de "russeting", especialmente alrededor de la cavidad del tallo. Algunas pequeñas lenticelas "russeting", "russeting" (pardeamiento áspero superficial que presentan algunas variedades) bajo; cáliz es pequeño y cerrado, asentado en una cuenca estrecha y poco profunda; pedúnculo es largo y medio, colocado en una cavidad moderadamente profunda y moderadamente ancha que a menudo es de forma irregular; carne de color blanco verdoso, de grano fino con un sabor subácido, jugosidad media seco.
Su tiempo de recogida de cosecha se inicia a mediados de octubre. Se mantiene bien hasta tres meses en cámara frigorífica. Resiste el congelamiento.

## Usos
Una excelente manzana para comer en postre de mesa, también utilizada para cocinar, y en la elaboración de sidra. Hace excelentes jugos de manzana.

## Ploidismo
Diploide, autoestéril. Grupo de polinización: D, Día 13.